# Zargus
Zargus este un gen de insecte coleoptere din familia Carabidae. Mai jos este lista speciilor din acest gen:
- Zargus crotchianus Wollaston, 1865
- Zargus desertae Wollaston, 1854
- Zargus monizii Wollaston, 1860
- Zargus pellucidus Wollaston, 1854
- Zargus schaumii Wollaston, 1854